# Hospital (Piedrafita)
Hospital (llamada oficialmente San Xoán de Hospital) es una parroquia y una aldea española del municipio de Piedrafita, en la provincia de Lugo, Galicia.

## Organización territorial
La parroquia está formada por tres entidades de población:
- Hospital
- Teixoeiras
- Vilarín do Monte

## Demografía

### Parroquia
| Gráfica de evolución demográfica de Hospital (parroquia) entre 2000 y 2022 |
|                                                                            |
| Datos según el nomenclátor publicado por el INE.                           |

### Aldea
| Gráfica de evolución demográfica de Hospital (aldea) entre 2000 y 2022 |
|                                                                        |
| Datos según el nomenclátor publicado por el INE.                       |